# Stef Clement
Stef Clement (Tilburg, 24 september 1982) is een Nederlands voormalig wielrenner. Na zijn actieve carrière werd hij onder meer wielercommentator bij de NOS.

## Carrière
Clement reed in 2004 en 2005 voor de opleidingsploeg van de Rabobank-formatie. Daarvoor stond hij onder contract bij de Van Hemert Groep Cycling-ploeg. Vanaf 2006 rijdt hij bij de profs voor het Franse team Bouygues Telecom. Belangrijkste wapenfeit in 2006 was het nationale kampioenschap tijdrijden. Eerder dat jaar bemachtigde Clement al een twaalfde plek in de grote tijdrit van de Ronde van Italië.
In 2007 nam Stef Clement deel aan de Ronde van Frankrijk, maar nog voor de eerste lange tijdrit verliet Clement de ronde. Als gevolg van een val kwam hij buiten de tijdslimiet binnen. Enkele weken later prolongeerde hij wel zijn nationale tijdrittitel. In de afsluitende tijdrit van de Vuelta werd Clement vervolgens derde, een resultaat dat hij 27 september 2007 herhaalde bij het Wereldkampioenschap Wielrennen in het Duitse Stuttgart.
In 2008 reed Clement zijn tweede Tour, die hij ditmaal wel uit wist te rijden. Kort na de Tour werd bekend dat Clement in 2009 voor Rabobank zou gaan rijden, de ploeg waar hij eerder al zijn opleiding genoot.
In 2009 reed Clement een sterke Ronde van België, waar hij ploegmaat en eindwinnaar Lars Boom kon bijstaan in de finale en zelf ook een goede slottijdrit reed. Clement's vorm zette zich door bij de Critérium du Dauphiné Libéré, waar hij de bergachtige slotetappe won in een sprint met twee concurrenten.
Eind februari 2011 maakte Stef Clement na negen maanden blessureleed (veroorzaakt door een uitstekende ruggenwervel en een ontsteking onder in de rug) zijn rentree in het profpeloton. Hij deed mee aan de Clásica de Almería.
In maart 2014 won Clement de zesde etappe en het bergklassement in de Ronde van Catalonië. In de Ronde van Frankrijk 2014 gaf Clement op na een valpartij in het begin van de zevende etappe.
Clement stond sinds 2015 onder contract bij IAM Cycling. Na twee jaar keerde hij terug naar Team LottoNL-Jumbo om daar onder meer te knechten voor Steven Kruijswijk in de Ronde van Italië.

### Commentator
Tijdens de Ronde van Frankrijk 2017 schoof Clement regelmatig aan bij het programma Tour du Jour op RTL 7. In 2019 was hij relematig aanwezig bij de De Avondetappe en was hij 'analist' bij Radio Tour de France, ook is hij sinds februari 2019 actief als vaste sidekick bij het NPO radio 1 programma B.V.S.C. Sinds 2020 verzorgt hij  met Joris van de Berg en het commentaar van o.a. de etappes van de Ronde van Frankrijk voor de NOS, aanvankelijk afwisselend met Maarten Ducrot, sinds 2022 als 'vaste' commentator.

## Belangrijkste overwinningen
2002
 Nederlands kampioen tijdrijden, Beloften
2003
8e etappe Olympia's Tour
2005
Eindklassement Olympia's Tour
1e etappe Cinturón a Mallorca
2006
 Nederlands kampioen tijdrijden, Elite
9e etappe Ronde van de Toekomst
2007
 Nederlands kampioen tijdrijden, Elite
2008
Chrono des Herbiers
4e etappe Ronde van Beieren
2009
8e etappe Critérium du Dauphiné Libéré
 Nederlands kampioen tijdrijden, Elite
2011
 Nederlands kampioen tijdrijden, Elite
2014
6e etappe Ronde van Catalonië
Bergklassement Ronde van Catalonië

## Resultaten in voornaamste wedstrijden
| Jaar | Ronde van Italië | Ronde van Frankrijk | Ronde van Spanje |
| ---- | ---------------- | ------------------- | ---------------- |
| 2006 | 64e              |                     |                  |
| 2007 |                  | buiten tijd         | 32e              |
| 2008 |                  | 89e                 | opgave           |
| 2009 |                  | 116e                |                  |
| 2010 |                  |                     |                  |
| 2011 | 107e             |                     |                  |
| 2012 | 71e              |                     | 100e             |
| 2013 | 48e              |                     | opgave           |
| 2014 |                  | opgave              | 69e              |
| 2015 | opgave           | 59e                 |                  |
| 2016 |                  | 18e                 |                  |
| 2017 | 23e              |                     | 29e              |
| 2018 |                  |                     |                  |

| Jaar | Amstel Gold Race | Luik-Bast.‑Luik | Ronde van Lombardije | Parijs-Tours | Waalse Pijl |  | WK op de weg |  | Wereldranglijsten |
| ---- | ---------------- | --------------- | -------------------- | ------------ | ----------- |  | ------------ |  | ----------------- |
| 2006 | opgave           | opgave          |                      |              | 89e         |  |              |  |                   |
| 2007 |                  |                 |                      |              | 94e         |  |              |  | 210e (UPT)        |
| 2008 |                  |                 |                      |              | 62e         |  |              |  | 150e (UPT)        |
| 2009 | opgave           |                 |                      |              | 101e        |  |              |  | 190e (UWK)        |
| 2010 |                  |                 |                      |              |             |  |              |  |                   |
| 2011 |                  |                 |                      |              |             |  |              |  |                   |
| 2012 |                  | opgave          | opgave               | 77e          |             |  |              |  | 192e (UWT)        |
| 2013 |                  |                 | opgave               |              |             |  |              |  | 135e (UWT)        |
| 2014 |                  |                 | opgave               |              | 90e         |  | 90e          |  |                   |
| 2015 |                  |                 | 79e                  |              |             |  |              |  |                   |
| 2016 | opgave           |                 | opgave               |              |             |  |              |  | 148e (UWT)        |
| 2017 |                  |                 | opgave               |              |             |  |              |  | 189e (UWT)        |
| 2018 |                  |                 |                      |              | 95e         |  |              |  |                   |

## Ploegen
- 2003 –  Van Hemert Groep Cycling
- 2004 –  Rabobank GS3
- 2005 –  Rabobank Continental Team
- 2006 –  Bouygues Télécom
- 2007 –  Bouygues Télécom
- 2008 –  Bouygues Télécom
- 2009 –  Rabobank
- 2010 –  Rabobank
- 2011 –  Rabobank
- 2012 –  Rabobank
- 2013 –  Belkin-Pro Cycling Team [a]
- 2014 –  Belkin-Pro Cycling Team
- 2015 –  IAM Cycling
- 2016 –  IAM Cycling
- 2017 –  Team LottoNL-Jumbo
- 2018 –  Team LottoNL-Jumbo

1. ↑  Tot de Ronde van Frankrijk heette de ploeg Blanco-Pro Cycling Team, maar na het aantrekken van Belkin als hoofdsponsor werd de naam veranderd.